# Leonard Orban
Leonard Orban (ur. 28 czerwca 1961 w Braszowie) – rumuński ekonomista, w latach 2007–2010 komisarz europejski, od 2011 do 2012 minister ds. europejskich. Brat Ludovika Orbana.

## Życiorys
W 1986 ukończył studia inżynierskie na Universitatea Transilvania din Brașov, a w 1992 ekonomię na wydziale zarządzania Akademii Studiów Ekonomicznych w Bukareszcie. Od 1986 do 1993 był zatrudniony jako inżynier. Następnie do 2001 był doradcą w administracji Izbie Deputowanych, zajmując się m.in. kontaktami z Parlamentem Europejskim.
Od maja 2001 w ścisłym kierownictwie zespołu negocjującego warunki przyjęcia Rumunii do Unii Europejskiej. Od tego czasu do grudnia 2004 był zastępcą głównego negocjatora, następnie do kwietnia 2005 głównym negocjatorem. W grudniu 2004 został również sekretarzem stanu w Ministerstwie Integracji Europejskiej. W kwietniu 2005 jako koordynator został dodatkowo obserwatorem w Radzie Europejskiej, a w czerwcu 2006 przewodniczącym delegacji negocjującej warunku akcesji do Europejskiego Obszaru Gospodarczego.
W styczniu 2007, po wejściu Rumunii do UE, został pierwszym rumuńskim komisarzem. W komisji europejskiej José Manuela Barroso objął resort ds. wielojęzyczności. Zakończył urzędowanie w lutym 2010.
Objął następnie funkcję doradcy w administracji prezydenta Traiana Băsescu. Od 2011 do 2012 był ministrem ds. europejskich w gabinetach, którymi kierowali Emil Boc, Mihai Răzvan Ungureanu, Victor Ponta. Kandydował w 2012 do Europejskiego Trybunału Obrachunkowego, nie uzyskując poparcia w Parlamencie Europejskim. Kierował następnie do 2015 instytucją badawczą Institutul European din România. Został też doradcą prezydenta Klausa Iohannisa do spraw polityki europejskiej.